# Selenoribates ghardaqensis
Selenoribates ghardaqensis är en kvalsterart som beskrevs av Abdel-Hamid 1973. Selenoribates ghardaqensis ingår i släktet Selenoribates och familjen Selenoribatidae. Inga underarter finns listade i Catalogue of Life.